# 张慕
张慕（？—227年）是三国时期蜀汉的山贼首领。
蜀汉建兴五年（227年），丞相诸葛亮率军北上驻扎在汉中，活跃于广汉、绵竹的山贼张慕等人盗窃军用物资，劫掠官吏和民众。都尉張嶷率领士兵征讨张慕。张嶷估计山贼会像鸟兽一样四散开来，很难与之正面交锋而就地擒获，于是假装要与山贼讲和，邀请山贼在约定日期参加酒宴。酒喝得尽兴之时，张嶷带领左右随从，斩杀张慕等50余个山贼，山贼头领都被消灭。张嶷又搜捕山贼余党，10天内就恢复当地的安宁。